# Thesprotia pellucida
Thesprotia pellucida är en bönsyrseart som beskrevs av Giglio-tos 1915. Thesprotia pellucida ingår i släktet Thesprotia och familjen Thespidae. Inga underarter finns listade i Catalogue of Life.